# (7436) Kuroiwa
(7436) Kuroiwa (1994 CB2) – planetoida z pasa głównego asteroid okrążająca Słońce w ciągu 3,33 lat w średniej odległości 2,23 j.a. Odkryta 8 lutego 1994 roku.